# Eurocopa de fútbol sala de 2007
El Campeonato Europeo de Fútbol Sala de la UEFA de 2007 tuvo lugar entre el 16 y el 25 de noviembre en Portugal. Fue la sexta edición de este campeonato europeo.
España defendió con éxito el título logrado ante Rusia en la final del 2005 en la República Checa.

## Equipos participantes
36 equipos de las 53 federaciones miembros de la UEFA se inscribieron para participar en el torneo. De ellos, 8 clasificaron para la fase final. Las clasificatorias para la Eurocopa se realizaron entre el 15 de enero y el 1 de marzo ambos de 2007.
La selección de España que defendía el título también tuvo que tomar parte en el proceso de clasificación. La selección de Portugal como representante del país anfirión quedó clasificada directamente para la fase final.
Inicialmente de los 35 equipos inscritos (todos menos Portugal) se seleccionó aquellos 12 de menor nivel (según el criterio UEFA) para disputar una ronda preliminar de donde saldrían 5 que junto con los 23 restantes competirían en la ronda de clasificación. Entre estos 12 equipos de menor nivel se encontraban las dos únicas selecciones debutantes en el torneo: Turquía y Malta.
En la ronda clasificatoria los 28 equipos se distribuyeron en siete grupos de cuatro y de ellos el campeón se clasificó para la ronda final.
La fase final se disputó en Portugal entre los días 16 y 25 de noviembre, y los países participantes fueron:
|        |        |          |                 |         |       | Bandera de Serbia |         |
| España | Italia | Portugal | República Checa | Rumania | Rusia | Serbia            | Ucrania |
| ------ | ------ | -------- | --------------- | ------- | ----- | ----------------- | ------- |

## Organización

### Sedes
Todo el torneo se disputó en el distrito de Oporto. 14 de los 16 partidos de la fase final tuvieron lugar en el Pabellón Multiusos de Gondomar “Coração de Ouro“ en Gondomar mientras que los partidos Ucrania - Serbia y República Checa -Italia del 21 de noviembre se jugaron en el Pabellón Municipal de Santo Tirso.